# Де ла Шапель, Жорж
Жорж де ла Шапель (фр. Georges de la Chapelle; 16 июля 1868[…], Фарж-Аллишан — 27 августа 1923) — французский теннисист, бронзовый призёр летних Олимпийских игр 1900.
На Играх 1900 года в Париже Шапель соревновался только в парном турнире. В паре с Андре Прево он выиграл бронзовую награду.